# Monumento a los fundadores de Puebla
El Monumento a los fundadores de Puebla es un monumento ubicado en esa ciudad de Puebla construido entre 1931 y 1935 con motivo del cuarto centenario de su fundación. Es obra de Ernesto Tamariz.

## Descripción
El monumento consiste en un basamento de forma semipiramidal octogonal y estilo ecléctico con influencia del art deco. En el primer cuerpo, en la parte superior una alegoría de la ciudad representada por una iglesia colonial edificada sobre una pirámide mesoamericana. En el siguiente cuerpo cuatro ángeles como atlantes lo sostienen, en alegoría al mito fundacional de la ciudad. Debajo el tercer cuerpo es un conjunto de cuatro esculturas que representan a la Emperatriz Isabel de Portugal, a Juan de Salmerón, Julián Garcés, y Toribio de Benavente «Motolinía», mismas que a sus pies tienen escritos sus nombres. Los dividen pilares que en su parte superior cuentan con escudos heráldicos, entre ellos el escudo de la ciudad de Puebla de los Ángeles y el de Carlos I de España, algunos de los cuales se han desprendido o han sido dañados. El último cuerpo tiene distintas placas explicativas; una indica "La ciudad de Puebla a sus fundadores, MDXXXI - MCMXXI". Otra indica "Erigido por iniciativa privada y por subscripción pública".

## Historia
Hacia los años 30 la capital poblana sufrió una fuerte expansión urbana hacia la zona del Cerro de San Juan, creándose la Avenida Juárez como un eje arquitectónico. Con motivo del cuarto centenario de la fundación de Puebla, ocurrida en 1531, se convocó a un concurso en 1928, mismo que fue ganado por el escultor Ernesto Tamariz. Con el fin de obtener fondos para su edificación se constituyó un comité para encabezado por la señora Serafina Cabrera y Bernardo Tamariz.
El cuarto centenario de la capital poblana trajo consigo una discusión entre diversos historiadores y escritores con el fin de clarificar la historia de la fundación de la ciudad y sus personajes relacionados. Si bien los esfuerzos iniciales del establecimiento de la nueva urbe tomaron indistintamente entre 1531 y 1534, en la época se definió como la fecha oficial el 16 de abril de 1531.
Fue emplazado en la Avenida Juárez y la 15 sur, colocándose la primera piedra el 16 de abril de 1931. Fue concluido en 1935, siendo removido en 1960 a su ubicación actual en el Paseo San Francisco, entre las calles Boulevard 5 de mayo y la avenida 14 oriente.